# Интенсивность (физика)
Интенси́вность — скалярная физическая величина, количественно характеризующая мощность, переносимую волной в направлении распространения. Численно интенсивность равна усреднённой за период колебаний волны мощности излучения, проходящей через единичную площадку, расположенную перпендикулярно направлению распространения энергии: 
{\displaystyle I=\,\langle {\frac {dP}{dS}}\rangle _{T}},
где {\displaystyle dP} — мощность, переносимая волной через площадку {\displaystyle dS}, а {\displaystyle T} — период волны.
Единицей измерения интенсивности в Международной системе единиц (СИ) является Вт/м², в системе СГС — эрг/с·см².

## Вычисление интенсивности
Математическая формула для вычисления интенсивности может быть записана следующим образом:
{\displaystyle I(t)={\frac {1}{T}}\int \limits _{t}^{t+T}{\frac {dP}{dS}}\,dt}.
Интенсивность волны связана со средней объёмной плотностью энергии {\displaystyle \langle w\rangle } в волне и скоростью распространения волны {\displaystyle v} соотношением
{\displaystyle I=\langle w\rangle \cdot v}.

## Интенсивность в важных случаях

### Электромагнитная волна
Электромагнитное излучение (например, свет) является совокупностью волн, колебания в которых совершают и электрическая, и магнитная компоненты. Электромагнитные волны переносят энергию электромагнитного поля, плотность потока которой определяется величиной вектора Пойнтинга. Интенсивность излучения равна усреднённому за период значению модуля вектора Пойнтинга:
{\displaystyle I(t)={\frac {1}{T}}\int \limits _{t}^{t+T}\left|{\vec {E}}(t)\times {\vec {H}}(t)\right|dt},
вычисляемого как векторное произведение напряжённостей электрического ({\displaystyle {\vec {E}}}) и магнитного ({\displaystyle {\vec {H}}}) полей.

### Акустическая волна (звук)
Звук представляет собой волну механических колебаний среды. Интенсивность звука может быть выражена через амплитудные значения {\displaystyle p_{m}} звукового давления p и колебательной скорости среды v:
{\displaystyle I={\frac {p_{m}v}{2}}}.

## Стационарность интенсивности
Выписанные выше формулы, несмотря на усреднение за период {\displaystyle T}, в общем случае дадут зависящую от времени интенсивность, так как волна может со временем затухать или усиливаться.
Для стационарного же процесса зависимости {\displaystyle I} от времени не будет и в качестве длительности усреднения можно брать не период, а любую значительно большую, чем период, величину, с неизменным результатом.

## Спектральная интенсивность
Нередко представляет интерес рассмотрение распределения стационарной интенсивности электромагнитного излучения или упругих колебаний по длинам волн, то есть величины {\displaystyle dI(\lambda )/d\lambda \equiv I_{\lambda }}, связанной с {\displaystyle I} как
{\displaystyle I=\int _{0}^{\infty }I_{\lambda }(\lambda )d\lambda }.
Величину {\displaystyle I_{\lambda }} иногда называют спектральной интенсивностью, хотя её более правильное название — спектральная плотность потока энергии. Такая величина измеряется в Вт/м2/м. Выражение для неё имеет тот же вид, что и для {\displaystyle I}, но с заменой величины {\displaystyle P} на отнесённую к единице длины волны:
{\displaystyle I_{\lambda }={\frac {1}{T}}\int \limits _{0}^{T}{\frac {d^{2}P}{dSd\lambda }}dt}.
Поскольку период различен для разных длин волн, можно взять {\displaystyle T} отвечающим наиболее длинноволновым из реально рассматриваемых в задаче колебаний.